# Мор (град)
Мор (мађ. Mór) град је у Мађарској. Мор је један од важнијих градова у оквиру жупаније Фејер.
Мор је имао 14.354 становника према подацима из 2009. године.

## Географија
Град Мор се налази у северном делу Мађарске. Од престонице Будимпеште град је удаљен око 90 километара западно. Град се налази у ободном делу Панонске низије, подно Бакоњске горе. Надморска висина града је око 180 метара.

## Галерија
- Дворац у Мору

## Партнерски градови
- Општина Миеркуреа Ниражулуј
- Валдобијадене